# Correntías Medias
Correntías Medias es una pedanía de la localidad española de Orihuela en la comarca de la vega baja del segura, perteneciente a la provincia de Alicante, Comunidad Valenciana, que cuenta con 1.400 habitantes. Las poblaciones más cercanas a Correntias Medias son Bigastro y Orihuela, que está a 4 km de distancia.
- Datos: Q5789288